# Кибитка

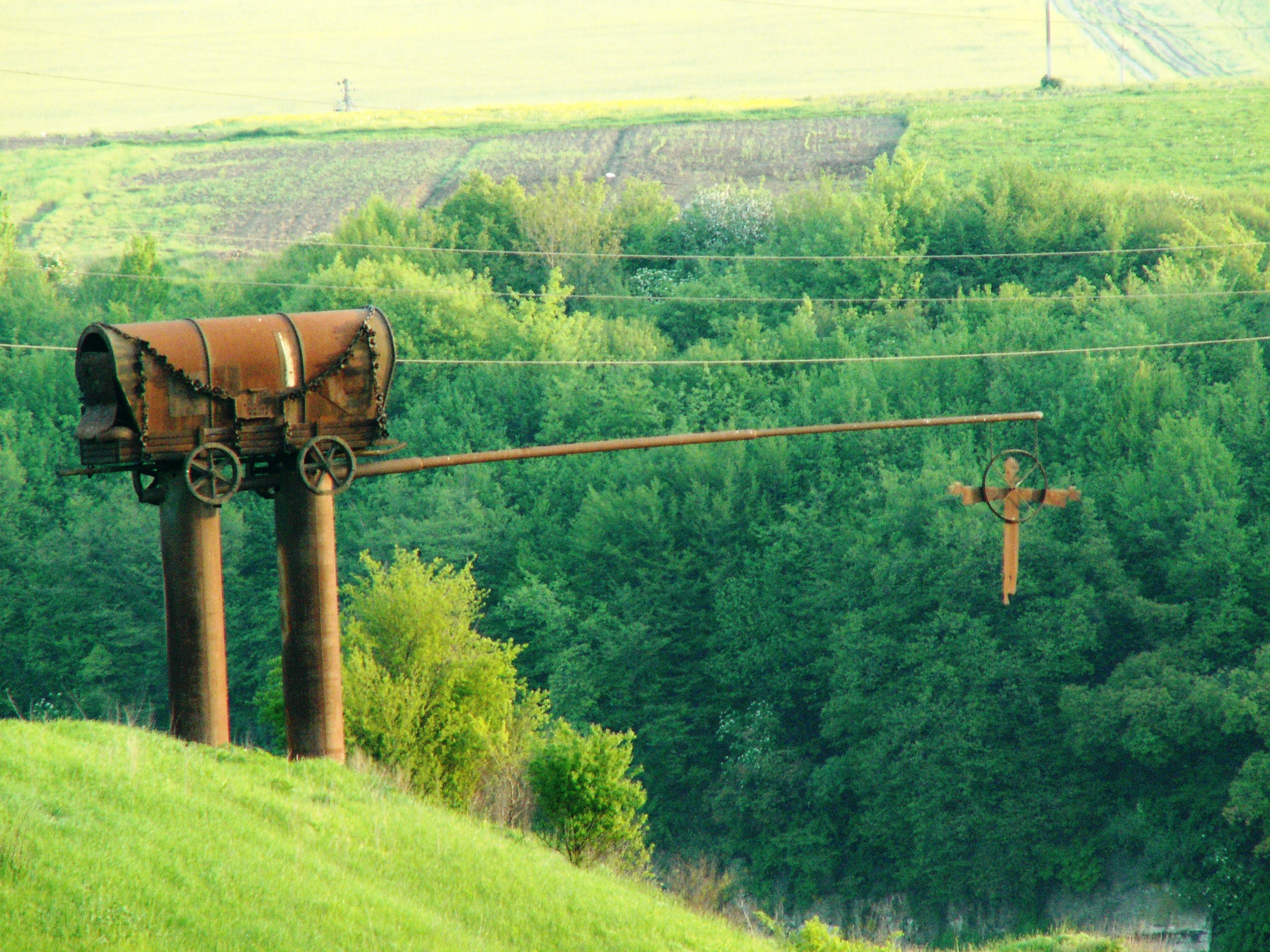
Циганська кибитка, Кам'янець-Подільський

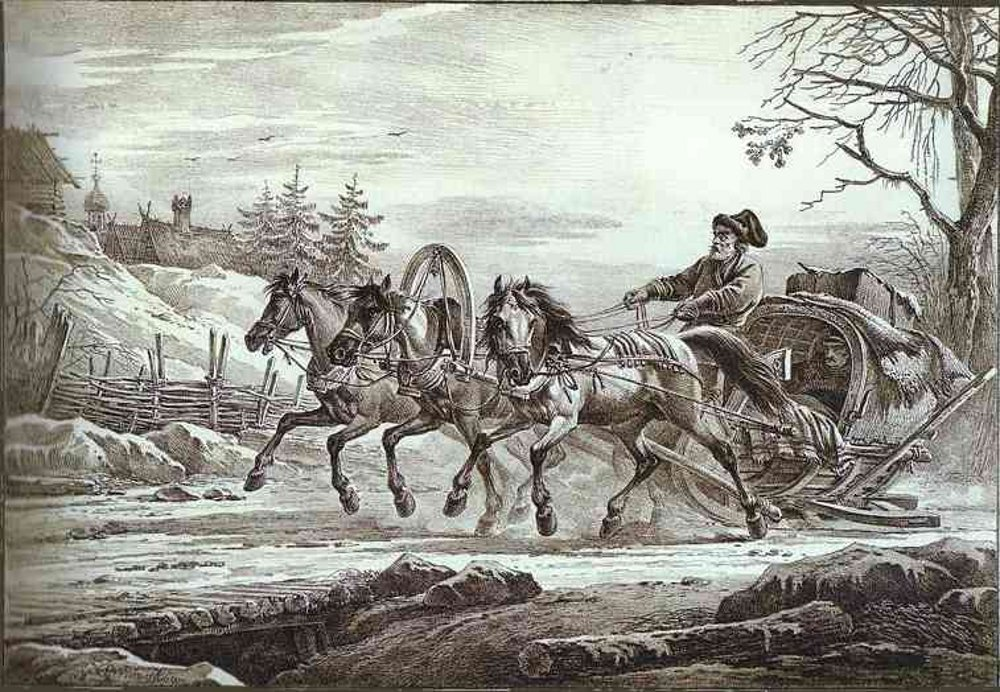
Александр Орловський «Подорожанин у кибитці, запряженій тройкою», 1819 р.

Киби́тка (від тюрк. кибит, що сходить до араб. قبة, куббат — «накриття», «шатро») — назва критого візка, переважно в кочових народів. В Україні криті вози традиційно називались халабуда (так називали й невелику бідну хатину), буда, будка.
У Росії кибиткою називали й криті сани — вони використовувались для зимових подорожей. Згадується така кибитка в «Євгенії Онєгіні» О. С. Пушкіна:
|                             | Зима!.. Радіючи, в ґринджоли Конячку селянин запріг; По первопуттю через поле Вона чвалає, вчувши сніг; Пухнаті краючи рівнини, Кибитка відчайдушна лине: Візник сидить на передку В червонім пасі, в кожушку.Оригінальний текст (рос.) Зима!.. Крестьянин, торжествуя, На дровнях обновляет путь; Его лошадка, снег почуя, Плетется рысью как-нибудь; Бразды пушистые взрывая, Летит кибитка удалая; Ямщик сидит на облучке В тулупе, в красном кушаке. |
| — переклад М. Т. Рильського | |

## Інші значення
- Кибитка — інша назва юрти[1].
- Кибитка — назва невеликої саманної чи глинобитної хатини в середньоазійських народів[1].